# Corpetto

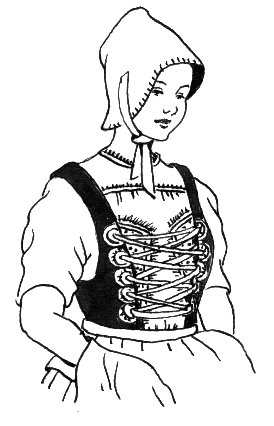
Corpetto

Nell'abbigliamento femminile, per corpetto si indica un indumento che viene portato sopra la camicetta. Ha maniche staccabili o è del tutto privo di maniche ed è tipico di molti costumi popolari italiani e stranieri. La sua massima diffusione è stata nel XVII e nel XVIII secolo ma è usato ancor oggi come abito folcloristico. Corpetti di foggia più moderna sono talvolta usati anche come abbigliamento comune.
Talvolta con corpetto si può intendere anche il corsetto che, a rigore, è un indumento portato sotto, come biancheria intima. Il corpetto poteva essere indossato sopra un corsetto o, più di frequente, in alternativa a questo.
Il corpetto si differenzia dal corsage perché questo è dotato di maniche.